# Aist-Klasse
Projekt 1232, mit dem Decknamen „Dscheiran“ (russisch Джейран; für Gazelle, NATO-Bezeichnung:  Aist-Klasse), war eine Klasse von großen Luftkissen-Landungsbooten, die im Kalten Krieg für die Sowjetische Marine entwickelt wurde.
In den 1970er Jahren waren die Schiffe die mit Abstand größten militärischen Luftkissenfahrzeuge. Die russische Klassifikation lautet „kleines Landungschiff auf Luftkissen“ (russisch Малый десантный корабль на воздушной подушке, kurz MDK).

## Entwicklung
Die Klasse wurde seit 1970 vom Konstruktionsbüro „Almaz“ (russisch Центральное Морское Конструкторское Бюро (ЦМКБ) „Алмаз“) in Leningrad entwickelt. Bis dahin übliche klassische Landungsschiffe dieser Größe konnten nur ca. 17 % der Küsten erreichen, während Projekt 1232 an ca. 80 % aller Strände gelandet werden konnte. Diese Schiffe wurden vor allem in der Baltischen Flotte, der Schwarzmeerflotte und in der Kaspischen Flottille benutzt.
Projekt 1232 war die erste Ausführung der Klasse, sie trug aber nur einen 30-mm-AK-230-Turm auf dem Dach des Steuerstandes, so dass man nach nur einem Boot die verbesserte Ausführung Projekt 1232.1 auflegte, die eine veränderte Brückenform hatte und mit zwei AK-230-Türmen auf dem Dach des Fahrzeugdecks ausgerüstet war.
Einige Einheiten sollen zusätzlich mit zwei PK-16-Täuschkörperwerfern und zwei Vierfachstartern für 9K32MF Strela-2MF-Luftabwehrraketen (SA-N-5 Grail) ausgerüstet worden sein.

## Kapazität
Die Ladekapazität beträgt 80 Tonnen. So können zum Beispiel geladen werden:
- 4 Leichte Panzer (z. B. PT-76) und 50 Infanteristen
- 2 Kampfpanzer T-72 oder 200 Infanteristen
- 3 Schützenpanzerwagen und 100 Infanteristen

## Schiffe im Dienst
Von 19 Einheiten des Projekts 1232.1 wurden alle bis zum Jahr 2010 aus der russischen Marine ausgemustert.